# Station Redruth
Redruth is een spoorwegstation van National Rail in Redruth, Kerrier in Engeland. Het station is eigendom van Network Rail en wordt beheerd door Great Western Railway. Het station is geopend in 1888.